# Nicole Shields
Nicole Shields (Invercargill, 9 de septiembre de 1999) es una deportista neozelandesa que compite en ciclismo en las modalidades de pista y ruta.
Participó en los Juegos Olímpicos de París 2024, obteniendo una medalla de plata en la prueba de persecución por equipos (junto con Ally Wollaston, Bryony Botha y Emily Shearman).

## Medallero internacional
| Juegos Olímpicos | Juegos Olímpicos | Juegos Olímpicos | Juegos Olímpicos        |
| Año              | Lugar            | Medalla          | Competición             |
| ---------------- | ---------------- | ---------------- | ----------------------- |
| 2024             | París (Francia)  | Medalla de plata | Persecución por equipos |